# Deísmo terapéutico moralista
Deísmo terapéutico moralista (DTM) es un término que se introdujo por primera vez en el libro de 2005 «Búsqueda del alma: las vidas religiosas y espirituales de los adolescentes americanos» por el sociólogo  Christian Smith con Melinda Lundquist Denton. El término se usa para describir lo que ellos consideran que son las creencias comunes entre los jóvenes estadounidenses. El libro es el resultado del proyecto de investigación Estudio Nacional de Juventud y Religión.

## Definición
El estudio de los autores encontró que muchos jóvenes creen en varios estatutos morales que no son exclusivos de ninguna de las principales religiones del mundo. No es una nueva religión o teología como tal, sino que se identifica como un conjunto de creencias espirituales comunes. Es esta combinación de creencias lo que etiquetan como «deísmo terapéutico moralista»:

1. Existe un Dios que creó y ordenó el mundo y vela por la vida humana en la tierra.
2. Dios quiere que las personas sean buenas, agradables y justas entre sí, como se enseña en la Biblia y en la mayoría de las religiones del mundo.
3. El objetivo central de la vida es ser feliz y sentirse bien consigo mismo.
4. Dios no necesita estar particularmente involucrado en la vida de uno, excepto cuando se necesita a Dios para resolver un problema.
5. La gente buena va al cielo cuando muere.

Estos puntos de creencia se recopilaron a partir de entrevistas con aproximadamente 3.000 adolescentes.

## Análisis de los autores
Los autores dicen que el sistema es «moralista» porque se trata de inculcar un enfoque moralista de la vida. Enseña que lo fundamental para vivir una vida buena y feliz es ser una persona  moral. Los autores describen el sistema como capaz de «proporcionar beneficios terapéuticos a sus adherentes en lugar de tratar cosas como arrepentimiento del pecado, de guardar el  sábado, de vivir como siervo de un divino soberano, de decir con firmeza las oraciones propias, de observar fielmente los días santos, de edificar el carácter a través del sufrimiento...  y además como creencia en un tipo particular de Dios: alguien que existe, creó el mundo y define nuestro orden moral general, pero no uno que está particularmente involucrado personalmente en los asuntos de uno, especialmente asuntos en los que uno preferiría no tener a Dios involucrado.
La lejanía de Dios en este tipo de teísmo explica la elección del término «deísmo», aunque el deísmo aquí es revisado de su versión clásica del siglo XVIII por el calificador terapéutico, haciendo el Dios distante disponible selectivamente para atender las necesidades. Ve a Dios como algo así como una combinación de Mayordomo Divino y Terapeuta Cósmico: siempre está disponible, se ocupa de cualquier problema que surja, ayuda profesionalmente a su gente a sentirse mejor consigo mismos y no se involucra demasiado personalmente en el proceso».
Los autores creen que una parte significativa del cristianismo en los Estados Unidos es en realidad sólo débilmente cristiano en cualquier sentido que esté conectado seriamente con la tradición histórica cristiana real, pero se ha transformado sustancialmente en el primo ilegítimo del cristianismo, Kenda Creasy Dean, autora del libro de 2010. Casi cristiano: lo que la fe de nuestros adolescentes le dice a la iglesia americana. señala: El problema no parece ser que las iglesias estén enseñando mal a los jóvenes, sino que estamos haciendo un excelente trabajo al enseñarles a los jóvenes lo que realmente creemos: es decir, que el cristianismo no es gran cosa, que Dios requiere poco, y la iglesia es una institución social útil llena de gente agradable. Ella continúa diciendo que «si las iglesias practican el deísmo terapéutico moralista en nombre del cristianismo, llevar a los adolescentes a la iglesia con más frecuencia no es la solución (posiblemente podría empeorar las cosas). Una iglesia más fiel es la solución... Tal vez el problema sea simplemente que el emperador no tiene ropa».
El deísmo terapéutico moralista a menudo incluye diferentes religiones. Como dijo un participante en un estudio adolescente: 

La moral juega un papel importante en la religión. La moral es buena si es saludable para la sociedad. Como el cristianismo, que es todo lo que sé, los valores que obtienes de, como los Diez Mandamientos. Creo que cada religión es importante en su propio respeto. Sabes, si eres musulmán, entonces el Islam es el camino para ti. Si eres judío, bueno, eso también es genial. Si eres cristiano, muy bien por ti. Es simplemente lo que te hace sentir bien contigo mismo.

## Crítica
Una crítica del deísmo terapéutico moralista es que es más una cosmovisión general que una religión o teología en sí misma. Los conceptos morales del DTM antes mencionados (lo que el estudio original llamó las (5 creencias fundamentales) no son exclusivos de ninguna religión o práctica espiritual en particular. Sin embargo, pueden verse como principios extraídos y generalizados del cristianismo  ortodoxo, pero desprovistos de doctrinas específicas sobre Dios y la humanidad.
Una segunda crítica es que el término es tendencioso en lugar de descriptivo, ya que, como incluso los creadores admiten que ningún adolescente usaría realmente la terminología deísta terapéutico moralista para describirse a sí mismo. La expresión podría usarse para denigrar un conjunto de creencias menos tradicionales que las propias.
Algunos críticos se han mostrado en desacuerdo con el uso del término de la palabra deísmo.

## Comentario
Damon Linker sugirió en una publicación de blog de 2009 que el deísmo terapéutico moralista, aunque teológicamente «insípido», es perfectamente adecuado para servir como la religión civil de los altamente diferenciados Estados Unidos del siglo XXI, un argumento que fue disputado por Collin Hansen, Ross Douthat, y Rod Dreher.